# 世界おもしろ珍メダル バカデミービデオ大賞
『世界おもしろ珍メダル バカデミービデオ大賞』（せかいおもしろちんメダル バカデミービデオたいしょう）は、フジテレビで不定期に放送されていた特別・単発番組である。通称「バカデミー」。ステレオ放送・字幕放送を実施。

## 概要
集められた一般視聴者（「世界バカデミー会員」と称している）には全ての映像を見てもらい、各々のテーマ内で一番面白かった・笑えた物とそれ以外の順位を各々のテーマ毎に事前に決めてもらった上でスタジオで大賞が決まる。ノミネート作品は各々の部門の1位と「MCの今田の琴線に触れた」ものを「今田賞」として加える（過去に3作品の今田賞が大賞を受賞している）。

## 出演者
総合司会
- 今田耕司
- 政井マヤ

代理司会者
- 千野志麻
- 遠藤玲子

常連ゲスト
- 泉谷しげる：「審査委員長」の立場で総括的なコメントをする。
- SHELLY：番組で放送されるビデオのアメリカからの投稿率がダントツに高いのを受けてアメリカ出身の人間としてコメントをする。

ナレーション
- 大塚芳忠
- 三石琴乃

## スタッフ

### 現在
第15回時点
- 構成：小笠原英樹
- 作家：田中到、白川ゆうじ、渡辺健久、むらまつこうすけ、大平尚志、鈴木功治
- リサーチ：JFK(ジャパンフッテージ)、杉山浩子（オンリーユー）、飯尾亮昌
- 美術制作：足立和彦
- デザイン：棈木陽次（フジテレビ）
- 美術進行：平山雄大
- 大道具：那須野清
- アクリル装飾：児玉希生
- 電飾：倉持光祥
- 特殊装置：永島哲哉
- 生花装飾：荒川直史
- メイク：山田かつら
- TD・SW：長田崇（フジテレビ）
- CAM：前田正道（フジテレビ）
- AUD：國谷哲男（フジテレビ）
- VE：小川栄治（フジテレビ）
- LD：野崎政克（第11回）
- 編集：岩下英生（編集ディレクター）、井戸清（EED）
- MA：鈴木久美子（第11回）
- 音響効果：星裕介、若月正幸
- CG：富井真、菊池大介
- キャラクターデザイン：ダバカン
- ロゴデザイン：早川美和子
- TK：石井成子
- 編成：塩原充顕（フジテレビ）
- 広報：為永佐知男（フジテレビ）
- AP：和田健（フジテレビ）
- ディレクター：井上陽史、大槻圭介、秋山将慶、広田剛己、山脇由紀子、川本隆浩
- プロデューサー：挾間英行（フジテレビ）、岡村泰雄（TVBOX）、中村倫久（HIHO-TV）、大川泰（D:COMPLEX）
- 演出：疋田雅一（HIHO-TV）
- チーフプロデューサー：神原孝（フジテレビ）
- 技術協力：八峯テレビ、FLT、IMAGICA、4-Legs、J-crew
- 制作協力：HIHO-TV、TVBOX、D:COMPLEX
- 制作：フジテレビバラエティ制作センター
- 制作著作：フジテレビ

### 過去
- プロデューサー：朝妻一（フジテレビ）
- ディレクター：畑村陽平、岡部剛、丸山太嘉志
- AP：仲村孝明
- AD：秋本佑介、吉澤弘寿
- 編成：熊谷剛・佐々木渉（フジテレビ）
- 作家：山田素子（第7回）
- リサーチ：杉本みな子
- 美術プロデューサー：大坊雄二（フジテレビ、第8回まで）、佐々木順子（フジテレビ、第15回）
- デザイン：齋田崇史（フジテレビ、第11回）
- 美術進行：服部孝志、石田博己（第11回）
- 電飾：白鳥雄一
- メイク：柳井愛理、石田あけみ（第11回）
- TD：二見健二（フジテレビ）
- SW：坂本淳一
- CAM：永野進・斉藤伸介・上田容一郎（フジテレビ）
- VE：南雲幸平（フジテレビ）
- AUD：木村瞬（フジテレビ）
- LD：小林敦洋（フジテレビ）
- 編集：坂田誠司
- マルチ：野崎裕康
- 音響効果：古屋ノブマサ
- 取材協力：ブランチ
- 技術協力：サンフォニックス、マルチバックス、ジェイ・クルー

## 備考
- 2011年4月7日放送分は政井が産休の為、同期の千野志麻が代理で司会を進行。また、今田・千野が「ひとつになろう日本」をフレーズにも参加した。
- 島田紳助の芸能界引退の影響で2011年8月24日から『クイズ!ヘキサゴンII』を当面の間休止（後に打ち切り）している関係で、8月31日に放送されることが急遽決定した[2]。19:00 - 22:54に『はねるのトびら』・『ホンマでっか!?TV』・『ザ・ベストハウス123』との合体スペシャル『人気バラエティ合体!はねるホンマ!?123ブチ抜き!!ゆかた祭り』の1コーナーとして放送された[3]。
- 番組開始当初からモノラル放送（モノステレオ放送）の状態であったが、2012年10月10日放送分よりステレオ放送を開始した。しかし、この回を最後に番組は実質上終了した。2015年より本番組の内容を継承した『映っちゃった映像GP』と『やっちまったtv』が不定期で放送されている。